# IC 2153
IC 2153 هو اصطدام مجري، يقع في كوكبة الحمامة. يقدر بعدها عن مجرة درب التبانة بنحو 120 مليون سنة ضوئية.

## روابط خارجية
- IC 2153 على موقع ويكي سكاي: DSS2, SDSS, GALEX, IRAS, Hydrogen α, X-Ray, Astrophoto, Sky Map, Articles and images